# Mikhális Sarrís
Pour les articles homonymes, voir Sarris.
Mikhális Sarrís, né le 14 avril 1946, est un homme politique chypriote. Il fut ministre des Finances de Chypre de 2005 à 2008 et en 2013.